# Giuseppe Gasparo Mezzofanti
Giuseppe Gasparo Mezzofanti (Bologna, 1774. szeptember 19. – Nápoly, 1849. március 15.) olasz bíboros, ismert nyelvész és poliglott, a Magyar Tudományos Akadémia tagja. Bolognában született és tanult. Teológiai tanulmányait még azelőtt befejezte hogy elérte volna a pappá szentelés alsó korhatárát, így később 1797-ben szentelték pappá. Ugyanebben az évben lett a Bolognai Egyetem arab nyelvek professzora. Később elvesztette ezt a beosztását, mert visszautasította a Ciszalpin Köztársaság hűségesküjét, mely az idő tájt Bolognát kormányozta.

## Karrier
1803-ban könyvtáros asszisztensként dolgozott a Bolognai Intézetben, majd nem sokkal ezután visszahelyezték korábbi beosztásába az ázsiai és görög nyelvek professzoraként.
Tudományos címétől 1808-ban az alkirály ismét megfosztotta. 1814-ben VII. Piusz pápa rehabilitálta és a címet újra megkaphatta. Ezt a fokozatot meg is tartotta 1831-es maradásáig, amikor is Rómába távozott a Népek Evangelizációjának Kongregációja szervezet tagjaként, mely a katolikus egyház misszionárius tevékenységgel foglalkozó kormányzó szerve volt. 1833-ban kinevezték a Vatikáni Apostoli Könyvtár vezetőjének, majd 1838-ban bíborossá avatták és ugyanebben az évben a Népek Evangelizációjának Kongregációja szervezet vezetője is lett. Szerteágazó érdeklődése többek között az etnológiára, archeológiára, numizmatikára és asztronómiára is kiterjedt.
Ő mondta Frankl Ágoston cseh nyelvésznek: "Tudják-e, melyik az a nyelv, amelyet alkotó képessége és ütemének harmóniája miatt az összes többi elé, a göröggel és a latinnal egy sorba helyezek? A magyar!"
Életéről magyarul lásd még Chr. János Mitternutzner (hibás névalakǃ) művét.

## Beszélt nyelvei
Mezzofantit korának legismertebb poliglottjaként is számon tartják aki folyékonyan beszélt 38 nyelven és 50 dialektusban, de ennél jóval több nyelven értett.
"Anyanyelvén, az olaszon kívül az alábbi nyelveket ismerte ritka kiválósággal."
1. Bibliai héber
2. Rabbinikus héber
3. Arab
4. Arámi
5. Kopt
6. Klasszikus örmény
7. Modern örmény
8. Perzsa
9. Török
10. Albán
11. Máltai
12. Ógörög
13. Modern Görög
14. Latin
15. Spanyol
16. Portugál
17. Francia
18. Német
19. Svéd
20. Dán
21. Holland
22. Angol
23. Illír
24. Orosz
25. Lengyel
26. Cseh/Bohémiai
27. Magyar
28. Kínai

"Nyelvek, melyeket állítása szerint folyékonyan beszélt, de ritkán volt alkalma tesztelni azokat:"
1. Szír
2. Geez nyelv
3. Amhara
4. Hindi
5. Gudzsaráti
6. Baszk
7. Vlach (oláh)
8. Algonkin